# Lomuna nigripuncta
Lomuna nigripuncta är en fjärilsart som beskrevs av George Francis Hampson 1900. Lomuna nigripuncta ingår i släktet Lomuna och familjen björnspinnare. Inga underarter finns listade i Catalogue of Life.